# Górczyn (Śrem)

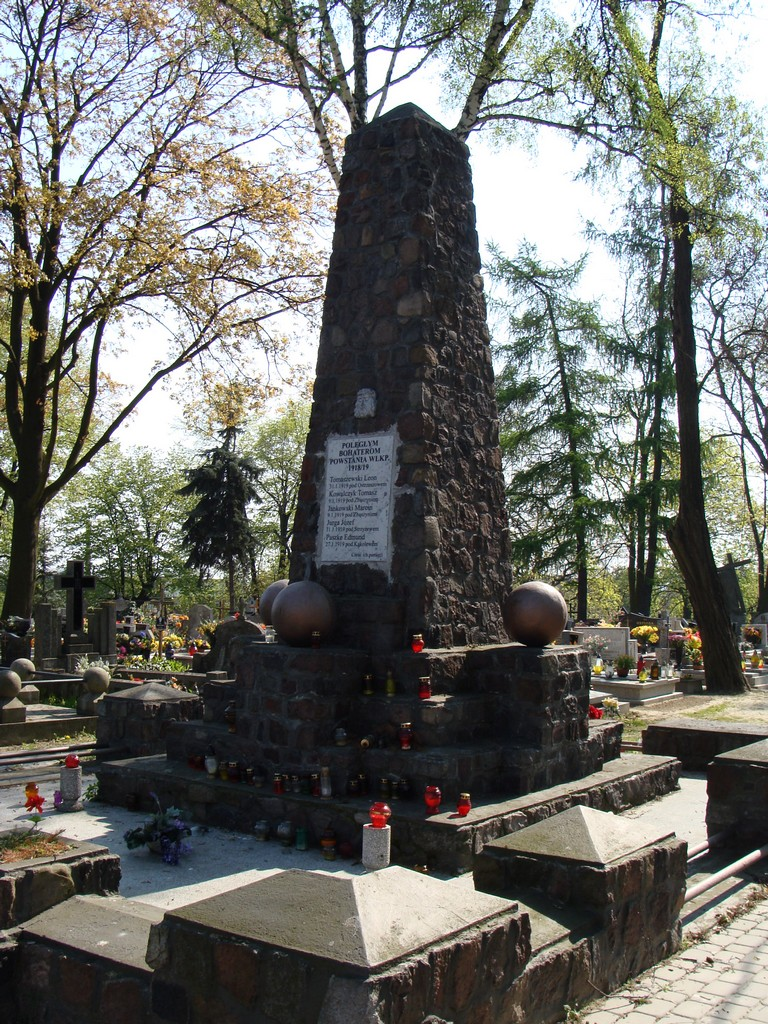
Osiedle Górczyn

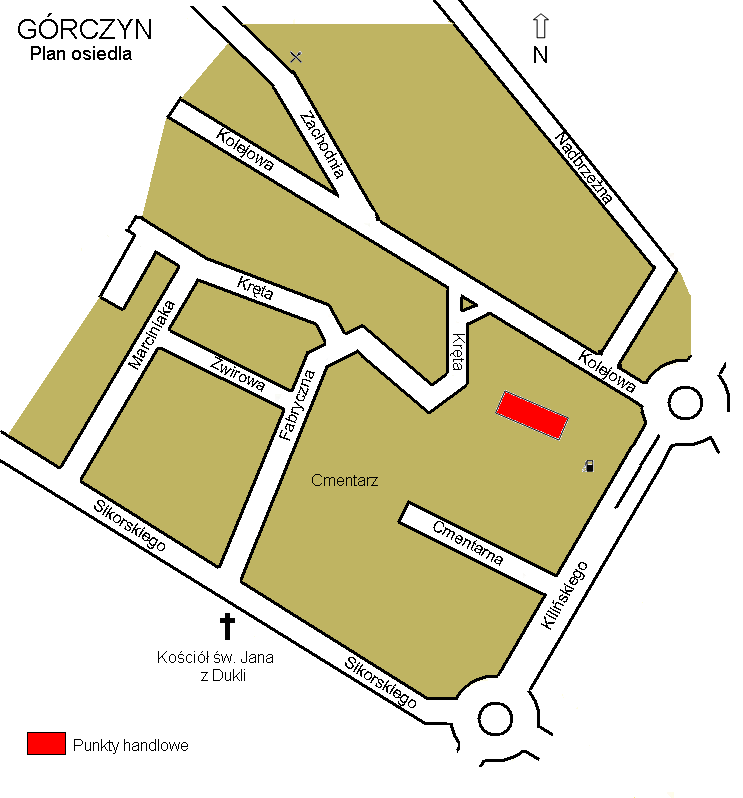
Plan osiedla

Górczyn – część miasta Śremu oraz osiedle domków jednorodzinnych w północno-wschodnim Śremie położone w pobliżu Warty. Na osiedlu znajduje się cmentarz staromiejski. Połączenie z centrum miasta umożliwiają autobusy komunikacji miejskiej (linie nr 5, 7, 11).

## Obiekty
- Cmentarz staromiejski, w nim pomniki bohaterów Wiosny Ludów, powstania wielkopolskiego, I i II wojny światowej.
- Pozostałości fabryki Malinka z XIX w., będącej prekursorem dzisiejszej Odlewni Żeliwa, obecnie są częścią supermarketu E.Leclerc.
- Dawne przedmieście Berdychów, gdzie w XVII w. znajdowała się karczma starosty śremskiego, obecnie skrzyżowanie ulic Kilińskiego, Powstańców Wielkopolskich i Sikorskiego
- Budynki zespołu koszar z 1902 r.
- Dawny dworzec PKP linii kolejowej Jarocin – Śrem – Czempiń, obecnie jako budynek mieszkalny.